# Silene firma
Silene firma là loài thực vật có hoa thuộc họ Cẩm chướng. Loài này được Siebold & Zucc. miêu tả khoa học đầu tiên năm 1843.